# 玛丽·居里学者
玛丽·居里学者人才基金（Marie Skłodowska-Curie Actions）是为纪念法国著名波兰裔科学家、物理学家、化学家玛丽·居里（居里夫人），由欧盟/欧洲委员会设立的一系列重点科学研究基金，是欧洲最具竞争力和最负盛名的研究与创新人才计划之一。

## 历史
玛丽·居里学者人才基金创立于1996年，旨在促进各个职业阶段研究人员学术发展和欧洲学术繁荣。玛丽·居里学者人才基金关注跨学科研究和国际合作，不限申请者年龄和国籍，在所有研究领域向全球研究人员开放申请。玛丽·居里学者人才基金目前由第八研究与技术开发框架计划（称为地平线2020）提供资金，属于地平线2020的所谓“第一支柱”：“卓越科学”。通过这一资助计划，欧盟已为玛丽·居里学者人才基金投入了超过60亿欧元。自1996年启动该计划以来，到2017年3月，已有超过100,000名研究人员获得了玛丽·居里学者人才基金的资助，充分展示了欧盟致力于促进研究卓越性和全球流动性的努力。

## 申请
玛丽·居里学者基金对申请者不限国籍，不限专业领域，面向科研人员开放，从博士生至资深学者符合基本条件者均可申请并获得不同类别资助。
以独立研究基金为例，该项目面向有经验的研究人员申请，申请者须满足当年申请截止日前取得博士学位，或具有至少4年全职科研经历。

## 资助
玛丽·居里学者基金一般要求获得者去往欧盟合作单位（如大学）完成项目研究。以独立研究基金为例，预算由研究经费、工资、安家费、家庭支出等构成。以德国为例，税前工资4,880欧元，安家费600欧元，家庭支出500欧元。研究直接经费和间接经费将拔至项目依托单位由申请者管理使用。

## 类别
协同创新研究基金（Innovative Training Networks，ITN）
ITN协同创新研究基金推动科学卓越和创新，通过汇集来自世界各地的大学、研究机构和其他部门协同培训研究人员以取得博士学位。
独立研究基金（Individual Fellowships，IF）
IF由经验丰富的独立研究者与依托机构共同提出申请。
研究人员交换基金（Research and Innovation Staff Exchange，RISE）
RISE为全球学术，工业和商业组织之间的短期人员交流提供资金。可以帮助人们发展知识，技能和职业，同时在包括大学，研究机构和中小型企业在内的不同经济部门工作的组织之间建立联系。
地区、国家和国际联合资助基金（Co-funding of regional, national and international programmes，COFUND）
COFUND为组织提供了额外的财务支持，以支持其内部研究人员培训和职业发展。资金可用于新的或现有的计划，以培训国外和各个领域的研究人员。
欧洲研究者之夜学术研讨会基金（European Researchers’ Night）
面向促进科学和研究的机构设计，用于组织学术会议和研讨会。

## 玛丽·居里学者校友会
入选玛丽·居里学者基金可申请加入玛丽·居里学者校友会成为全球玛丽·居里学者知识分享和科研协作的一员，以知识造福社会。

## 玛丽·居里学者与诺贝尔奖
迄今，众多领域里的重量级教授及科研人员在其前期科研工作中均获得过玛丽居里资助计划支持，近 6 年中，共有 6 位玛丽居里奖学金获得者荣获了诺贝尔奖，包括 2020 年化学奖得主 Emmanuelle Charpentier 教授，2016年化学奖得主 Ben Feringa教授，2015年物理奖得主梶田隆章教授，2014 年化学奖得主 Stefan W. Hell 教授和医学奖得主 爱德华.莫泽 教授。

## 玛丽·居里学者在中国
在地平线2020框架下，2014-2020年间共有1409名中国研究人员入选玛丽·居里学者，其中独立研究者290人。具体数据如下 ：
| 基金类别         | 中方参与机构 | 项目数 | 中方参与研究人员 | 外籍研究人员去往中方机构 |
| 联合资助基金     | 8            | 3      | 157              | 0                        |
| 独立研究基金     | 2            | 2      | 290              | 2                        |
| 协同创新研究基金 | 26           | 20     | 331              | 0                        |
| 研究人员交换基金 | 133          | 61     | 631              | 753                      |
| 合计：           | 169          | 86     | 1409             | 755                      |